# Zeaxantina
La zeaxantina, en anglès:Zeaxanthin, és un dels més comuns alcohol carotenoides que es troben a la natura. És important dins el cicle de la xantofil·la. El sintetitzen les plantes i alguns microoganismes i és el pigment que dona el seu color característic a la paprika, grans de blat de moro (del nom científic del qual Zea mays, prové el seu nom) i moltes altres plantes i microbis.
Els xantòfils com la zeaxantina es troben en grans quantitats a les fulles de la majoria de plantes verdes, on actuen per a modular l'energia de la llum i potser en el mecanisme de protecció contra la llum excessiva.
Els animals aprofiten la zeaxantina que prenen de les plantes quan se les mengen. La zeaxantina és un dels dos xantòfils principals que conté la retina de l'ull humà. Dins la màcula central, la zeaxantina és el component dominant, en canvi a la perifèria de la retina, la luteïna hi predomina. Luteïna i zeaxantina són dos isòmers.
Es prenen suplements de zeaxantina suposant que ajuden a la salut dels ulls, però aquest benefici no està científicament provat.
Com additiu alimentari, la zeaxantina és un tint alimentari amb un Codi E  E161h.